# East Normanby River
East Normanby River är ett vattendrag i Australien. Det ligger i delstaten Queensland, omkring 1 600 kilometer nordväst om delstatshuvudstaden Brisbane.
I omgivningarna runt East Normanby River växer huvudsakligen savannskog. Trakten runt East Normanby River är nära nog obefolkad, med mindre än två invånare per kvadratkilometer. Genomsnittlig årsnederbörd är 1 247 millimeter. Den regnigaste månaden är mars, med i genomsnitt 299 mm nederbörd, och den torraste är augusti, med 1 mm nederbörd.